# Lubov Tchernicheva
Lubov Tchernicheva, russe : Любовь Павловна Чернышёва, née le 17 septembre 1890 (29 septembre dans le calendrier grégorien) à Saint-Pétersbourg et morte le 1er mars 1976 à Richmond, en Angleterre, est une danseuse de ballet russe. Elle a dansé avec les Ballets russes de 1911 à 1929 et a continué à danser professionnellement jusqu'à la soixantaine.

## Jeunesse et formation
Lubov Pavlovna Tchernicheva est née à Saint-Pétersbourg en 1890. Elle est formée à l'académie impériale de ballet de Saint-Pétersbourg. Elle est l'élève de Michel Fokine, dans la même classe que Bronislava Nijinska.

## Carrière
Lubov Tchernicheva danse avec le ballet du théâtre Mariinsky de 1908 à 1911, et avec les Ballets russes de 1911 à 1929. Elle quitte la Russie avec son mari et son fils en 1916.
Elle est maîtresse de ballet des Ballets russes de 1926 à 1929.
Elle crée les rôles dans Le donne de buon umore (1917), La Boutique fantasque (1919), Pulcinella (1920), Les Noces (1924), Les Fâcheux (1924), Zéphire et Flore (1925), Jack-in-the-Box (1926), Le Triomphe de Neptune (1926), Le Pas d'acier (1927), Apollon musagète (1928), Les Dieux mendient (1928) et Francesca da Rimini (1937).
En 1932, elle devient la maîtresse de ballet des Ballets russes de Monte-Carlo et reste dans cette troupe jusqu'à sa dissolution en 1952. Elle danse dans une reprise de Thamar de Michel Fokine au Metropolitan Opera House en 1935. Son dernier rôle de danse remonte à 1957, à 66 ans, dans le rôle de Lady Capulet dans Roméo et Juliette à la Scala.
Lubov Tchernicheva commence des activités pédagogiques en 1923 dans la troupe de Diaghilev en remplacement d'Enrico Cecchetti malade. Elle enseigne depuis 1938. En 1955, elle devient professeure au Sadler's Wells Ballet, à Londres, qui devient plus tard l'école du Royal Ballet à Covent Garden.
Dans les années 1950, Tchernicheva et son mari produisent des ballets russes à Londres et à New York, notamment une reprise en 1954 de L'Oiseau de feu avec Margot Fonteyn et Michael Somes  et une reprise de Petrouchka en 1957, avec Alexander Grant dans le rôle du Maure, Margot Fonteyn dans le rôle de la ballerine et Peter Clegg dans le rôle de Petrouchka . Le couple a reçu conjointement le Queen Elizabeth II Coronation Award (en) en 1966, pour services rendus à la danse. Elle continue à enseigner en Angleterre, dans les années 1970.

## Répertoire
Ballets de Michel Fokine

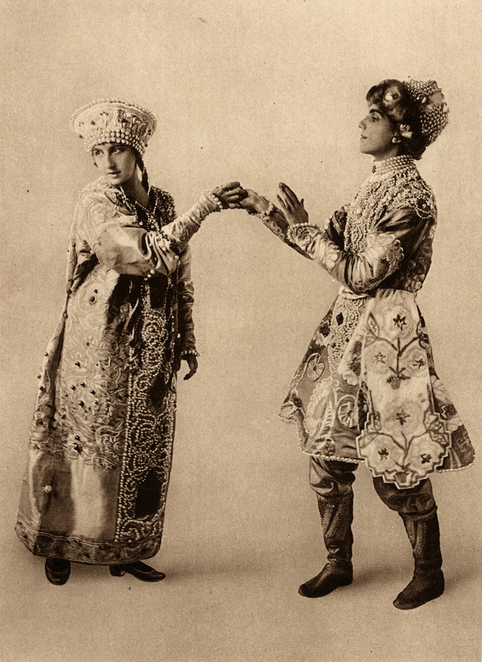
Lubov Tchernicheva et Léonide Massine, tsarine et tsarévitch dans L'Oiseau de feu des Ballets Russes, en 1916

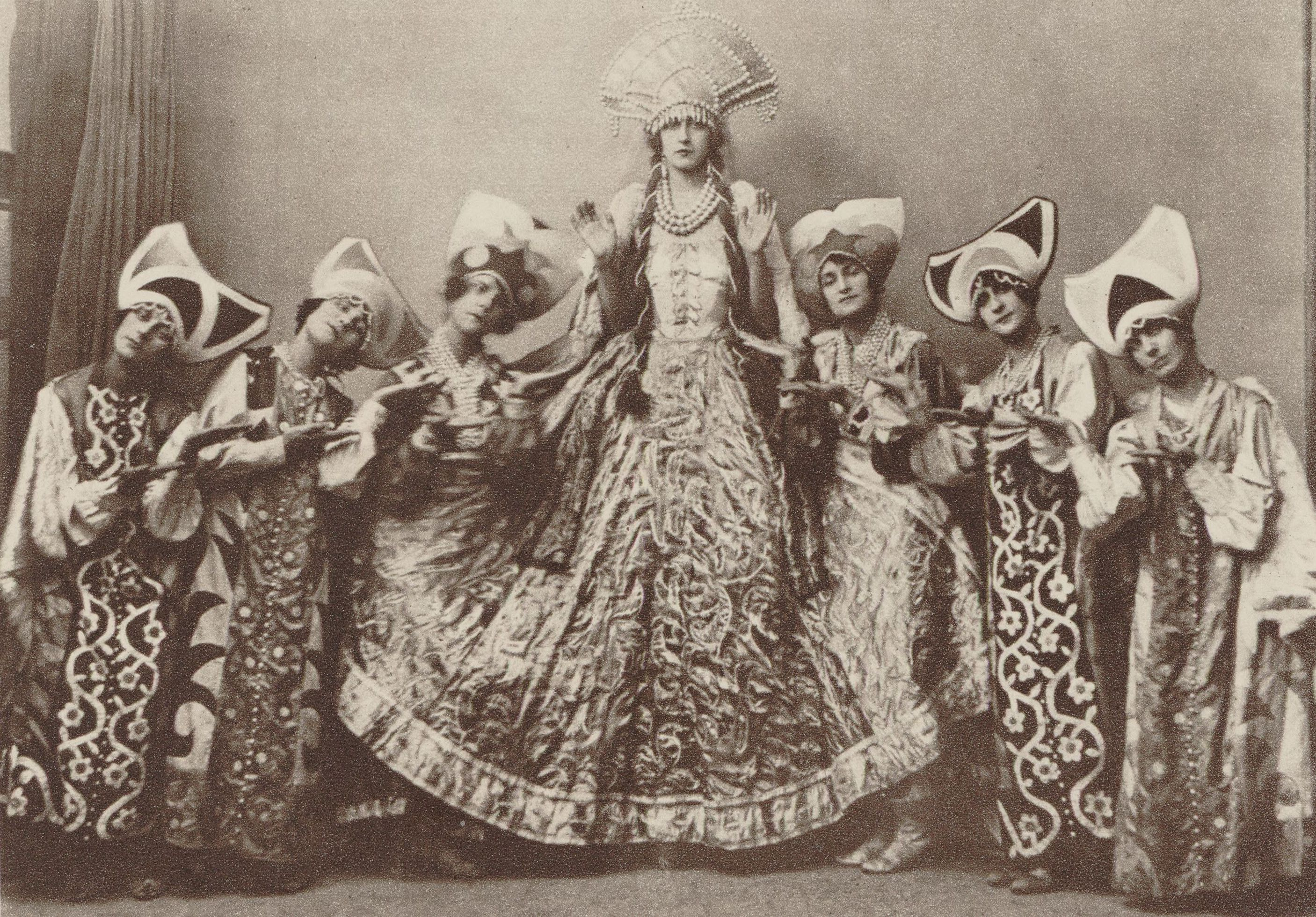
Lubov Tchernicheva dans Les Contes russes

- dans Les Sylphides sur une musique de Chopin (création 1909)[11].
- Zobeida dans Shéhérazade musique de Rimski-Korsakov (1910)[10],[12].
- dans Sadko, musique de Rimski-Korsakov, crée au théâtre du Chatelet, le 6 juin 1911[13].
- dans La Légende de Joseph, musique de Richard Strauss, crée le 14 mai 1914 à l'opéra de Paris[14].
- dans Midas, musique de Maximilien Steinberg, crée le 14 mai 1914  à l'opéra de Paris[14],[15]
- Cléopâtre, Cléopâtre, d'Arensky[16].
- Tamara, Tamara, de Balakirev[17].
- Chiarina, Carnaval de Schumann[18].

Ballets de Léonide Massine
- Costanza, Le donne de buon umore de Scarlatti, crée à Rome, au Teatro Costanzi, le  12 avril 1917[13],[19].
- La Princesse cygne, Contes russes, d'Anatoli Liadov, crée au théâtre du Chatelet le 11 mai 1917[20],[13],[19].
- La Boutique fantasque, musique d'Ottorino Respighi (1919)[21].
- Prudenza, Pulcinella, de Stravinsky, crée le 15 mai 1920 à l'opéra de Paris[13],[22].
- Astuce féminine, révisé par Ottorino Respighi, chorégraphie de Léonide Massine, à l'Opéra de Paris, 27 mai 1920[13],[23],[24],[25].
- Le Pas d'acier, de Prokofiev, crée au théâtre Sarah Bernard le 7 juin 1927[26][13].

Ballets de Bronislava Nijinska
- La Belle au bois dormant, première à l'Alhambra Theatre de Londres le 2 novembre 1921[25],[27].
- Les Noces de Stravinsky, première à la Gaité-Lyrique, le 13 juin 1923[28][13].
- Les Plaisirs champêtres ou les Tentations de la Bergère et l'Amour vainqueur, ballet d'Henri Casadesus, musique de Monteclair, 3 janvier 1924, théâtre du casino de Monte-Carlo[29].
- Loretka, Les Biches de Francis Poulenc, créé le 6 janvier 1924, à Monte-Carlo[30],[31],[13].
- Orphise, Les Fâcheux, sur une musique de Georges Auric, crée à Monte-Carlo le 4 juin 1924[30],[13].
- Le Médecin malgré lui, de Charles Gounod, crée à Monte-Carlo le 5 juin 1924[32].

Ballets de George Balanchine
- Le Festin, musique de Moussorgsky, Glazounow, Glinka, 18 février 1925, Monte-Carlo[33].
- L'Assemblée, 7 mars 1925, Monte-Carlo[33].
- Le Lac des Cygnes de Tchaïkovski, 11 mars 1925, Monte-Carlo[34]
- Jack-in-the-Box, crée au théâtre Sarah Bernard le 3 juin 1926[13].

- Le Triomphe de Neptune, crée au Lyceum Theatre à Londres, le 3 décembre 1926[35],[36].

- Calliope, Apollon musagète, de Stravinsky (1928)[13],[37].
- The Gods Go a-Begging  d'après Haendel (1928)[38]

Ballets de David Lichine
- Francesca, Francesca da Rimini de Tchaïkovski (1937)

## Vie privée
Lubov Tchernicheva épouse le danseur et régisseur Sergueï Grigoriev (1883-1968) en 1909. Ils ont un fils, Vsevolod, dont la femme Tamara Grigorieva est également danseuse. Son mari décède en 1968. Elle meurt en 1976 à Richmond, Surrey, en Angleterre, à l'âge de 85 ans. Ses archives sont à la Houghton Library de l'Université Harvard.